# Единая Система Спутниковой Связи
Единая Система Спутниковой Связи  (ЕССС) — система спутниковой связи в интересах Вооружённых Сил СССР и позже Вооружённых Сил Российской Федерации (ВС РФ). В своём развитии прошла первый (1970—1985 гг.) и второй (1986—1999 гг.) этапы. В настоящее время осуществляется переход к третьему этапу развития, Интегрированной Системе Спутниковой Связи, который характеризуется одновременным функционированием единых систем спутниковой связи старого и нового поколений.

## ЕССС первого этапа (1970—1985 гг.)
ЕССС-1 представляла собой полностью цифровую систему с высокой степенью помехоустойчивости и обеспечивала связь в C-диапазоне между любыми точками по всей территории Земли. Она гарантировала устойчивую работу части каналов спутниковой связи в условиях воздействия помех за счёт использования широкополосных сигналов. ЕССС-1 строилась по радиально-узловому принципу, и в ней впервые в мировой практике в одном из стволов бортового ретранслятора использовалась полная обработка сигналов с формированием группового сигнала с временным уплотнением каналов на участке КА — земная станция.

### История ЕССС-1
Постановление ЦК КПСС и СМ СССР от 24.10.1968 предусматривало создание спутниковой системы стратегической связи «Кристалл». Позднее был сделан вывод о том, что Государственную систему спутниковой связи (работы по созданию которой велись с 1965 г.) и систему «Кристалл» следует организационно объединить в Единую Систему Спутниковой Связи, а используемые в них КА максимально унифицировать. Эта система должна была отвечать всем требованиям по спутниковой связи Министерства Обороны СССР и её разработка была инициирована постановлением ЦК КПСС и Совета Министров СССР от 5.04.1972. ЕССС строилась на основе космических комплексов связи второго поколения с КА 11Ф637 «Молния-3» на высокоэллиптических орбитах и КА «Грань» («Радуга») на геостационарной орбите. Система была принята на вооружение в 1979 году.
Разработчиком ЕССС был определён КБ прикладной механики Министерства общего машиностроения (в настоящее время ИСС имени академика М. Ф. Решетнёва). Бортовые ретрансляторы изготовлялись в НИИ радиосвязи Министерства радиопромышленности, а периферийные станции для ЕССС серий «Кристалл» и «Легенда» разрабатывались в ПО «Радиотехнический завод» (сейчас ФГУП "НПП «Радиосвязь»). Изготовление периферийных подвижных спутниковых станций велось на двух красноярских заводах: ПО «Радиотехнический завод» и ПО «Искра». До сих пор в управлении Вооружёнными Силами используются различные периферийные средства, разработанные там: «Кристалл-УН», «Кристалл-УНЛ», подвижные «Кристалл-У», «Кристалл-АБ», «Кристалл-БД», «Кристалл-БТ», и др. Эти станции могут размещаться на автомобилях, бронетранспортерах или БМП. Время развёртывания: 10 — 20 минут.

### ППЦ
Центральным звеном в ЕССС является Приёмо-Передающий Центр (ППЦ-1) в Московской области, строительство которого закончилось в 1979 г. ППЦ предназначается для координации и управления разветвлённой сетью стационарных и подвижных земных спутниковых станций различного назначения в стратегическом, оперативном и тактическом звеньях. Он занимает почти 20 тыс. м² площади, и в нём установлено до 3000 единиц специализированной аппаратуры различных видов, что потребовало проведения многовариантных расчётов энергетики линий связи, помехозащищённости, надёжности, устойчивости, а также большого объёма экспериментальных исследований. Важной целью было обеспечение электромагнитной совместимости радиоэлектронных средств при одновременной работе до восьми широкополосных передатчиков мощностью до 10 кВт, МШУ с температурой шума около (10-15)°К, до 200 приёмных устройств и другого оборудования. ППЦ-1 обеспечивает до 150 трёхканальных направлений связи.
Второй приёмопередающий центр — ППЦ-2 во Владимирской области — был построен и сдан в эксплуатацию в 1980 г.

## ЕССС второго этапа (1986—1999 гг.)
Работы по созданию Единой системы спутниковой связи 2-го этапа (ЕССС-2) были начаты в 1980-х годах. Как и ЕССС-1, эта система предназначалась для обеспечения организации глобальной засекреченной, помехозащищённой телефонно-телеграфной связи и передачи команд управления в интересах различных ведомств. Главное отличие от ЕССС-1 заключается в значительно повышенной помехоустойчивости каналов связи.

### Концепция
Новая концепция построения ЕССС предусматривала существенное повышение пропускной способности, помехозащищённости и помехоустойчивости за счёт введения доступа с кодовым разделением сигналов (CDMA) на основе использования псевдослучайной перестройки рабочих частот (ППРЧ) с обработкой сигналов на борту, освоения новых более высокочастотных диапазонов (40/20 ГГц) в дополнение к C- и X- диапазонам, повышения мощности передающих устройств узловых абонентских станций и повышения пространственной селекции за счёт бортовых антенн спутников.
Для увеличения эффективности использования каналов и уменьшения энергопотребления абонентских станций, была выбрана схема с использованием CDMA для канала «абонентские станции — КА», и TDM (уплотнения во времени) в канале «КА — абонентские станции». Таким образов, принятые на спутнике через многолучевую антенну группы сигналов CDMA демодулируются, маршрутизируются матричным коммутатором по входам мультиплексоров различных лучей и затем уплотняются ими в парциальные зональные потоки. За счёт этого удаётся исключить несанкционированный доступ и обеспечить повышенную помехозащищённость радиолинии с применением сигналов ППРЧ и ФМ-ШПС.

### Орбитальная группировка
Орбитальная группировка ЕССС-2 вначале состояла из геостационарных спутников типа «Радуга», унаследованных от ЕССС первого этапа, и в таком виде была принята в опытную эксплуатацию. К 1989 году им на смену пришли усовершенствованные аппараты «Радуга-1», и после запуска трёх спутников новой серии ЕССС-2 первого этапа была принята на вооружение. По сравнению с КА «Радуга», на новых спутниках был расширен диапазон применяемых частот, а также была доработана спутниковая платформа. Полезная нагрузка КА «Радуга-1», ретранслятор «Цитадель», состоит из шести стволов и обеспечивает работу в режиме радио-АТС. Бортовые ретрансляторы КА «Радуга-1» позволяют работать не только со стационарными, но и с мобильными и носимыми земными станциями.
Кроме того, как и в ЕССС-1, в ЕССС-2 входили высокоэллиптические спутники «Молния-3». КА «Молния-3» обеспечивали связь в C- диапазоне (4-6 ГГц) через трёхствольную ретрансляционную аппаратуру «Сегмент-3».
Благодаря использованию новых космических аппаратов возможности ЕССС-2 в области задач Министерства обороны значительно расширялись. Теперь было возможно поддерживать двустороннюю связь с оперативно-тактическим звеном управления, отдельными самолётами ВВС и ВМФ, кораблями и подводными лодками. Также повышалась помехозащищённость спутниковых каналов путём использования Ka-диапазона, многолучевых антенн и более совершенных методов обработки сигналов на борту КА.

### Наземный сегмент
В составе ЕССС-2 функционируют также стационарные, подвижные, возимые и носимые земные станции различных звеньев управления «Ливень», «Легенда», «Барьер». С 2002 года используются станции нового поколения «Ливень-Л», «Легенда-МД», «Белозер», «Центавр», «Кулон» и другие. Их отличают более высокая надёжность, простота в эксплуатации и новые перспективные режимы работы. Заканчивается разработка станций спутниковой связи «Ливень-ВМ».
В настоящее время, ЕССС-2 уже не отвечает в полной мере современным требованиям системы управления ВС РФ и возможности улучшения характеристик полностью исчерпаны. Наметилось серьёзное отставание ЕССС-2 от современных военных спутниковых систем зарубежных стран, в первую очередь по пропускной способности, а также видам и качеству услуг, предоставляемых конечному пользователю. Поэтому, с начала 2000 гг. начался постепенный переход к системе связи третьего поколения — ИССС.

## ИССС
ИССС (Интегрированная Система Спутниковой Связи ) является цифровой системой связи третьего поколения в интересах ВС РФ.
В связи с распадом СССР, некоторые из задач, поставленные перед ЕССС-2, не были решены. Так, например, не были созданы специализированные спутники и земные станции миллиметрового диапазона волн. В то же время, в течение 1990-х гг. были разработаны принципы построения интегрированной спутниковой системы связи нового поколения (ИССС).
ИССС, как составная часть Объединённой Автоматизированной Цифровой Системы Связи (ОАЦСС) ВС РФ, развивается в сторону создания космических бортовых информационно-транспортных платформ, в которых обеспечивается полная доступность всех стационарных и мобильных пользователей земного сегмента спутниковой сети (на суше, на море, в воздухе). Эти бортовые платформы должны связываться с территориальными узлами связи ОАЦСС высокоскоростными магистральными каналами связи.
Основные требования к ИССС:
- глобальная зона обслуживания, с возможностью концентрации пропускной способности на территории 
Российской Федерации и перераспределением пропускной способности на 2-3 региональных участка;
- комплексное использование разрешённых P-, C-, X- и Ka- диапазонам (0.2 / 0.4, 4 / 6, 7 / 8, 20 / 44 ГГц);
- возможность использования широкого спектра пропускной способности — от 50 бит / с до 8 (34) Мбит/ с;
- использование методов пакетной передачи информации;
- увеличение срока активного существования КА до 15-и лет.

Предусматривается несколько этапов развития системы вплоть до 2015 года.
Разрабатывается ЕССС-3.